# Saison 2019 de l'ATP
Cet article traite de la saison 2019 de tennis masculin. Pour la saison féminine, voir Saison 2019 de la WTA.
Pour des articles plus généraux, voir 2019 en tennis et ATP Tour.
Vainqueurs des tournois majeurs
Cet article rassemble les résultats des tournois de tennis masculin de la saison 2019. Celle-ci est constituée de 67 tournois individuels et 1 compétition par équipes répartis en plusieurs catégories :
- 63 organisés par l'ATP : 
  - les Masters 1000, au nombre de 9 ;
  - les ATP 500, au nombre de 13 :
  - les ATP 250, au nombre de 39 ;
  - les ATP Finals qui réunissent les huit meilleurs joueurs et paires au classement ATP Race en fin de saison ;
  - les Next Generation ATP Finals qui réunissent les huit meilleurs joueurs de moins de 21 ans au classement ATP Race en fin de saison ;
- 5 organisés par l'ITF :
  - les 4 tournois du Grand Chelem ;
  - la Coupe Davis (compétition par équipes).

La Hopman Cup est une compétition mixte (par équipes), elle est organisée par l'ITF.
Marin Čilić, Juan Martín del Potro, Novak Djokovic, Roger Federer, Andy Murray, Rafael Nadal et Stanislas Wawrinka sont les sept joueurs en activité qui ont remporté au moins un tournoi du Grand Chelem en simple.

## Nouveautés
Tous les changements concernent des tournois ATP 250 :
- Organisé depuis 2015 au mois de février, le tournoi de Quito (terre (ext.)) disparaît du calendrier pour raisons financières. Il est remplacé par le tournoi de Córdoba (même surface), en Argentine.
- Organisé lui aussi depuis 2014 en avril, le tournoi d'Istanbul (terre (ext.)) disparaît également du calendrier.
- Organisé également depuis 2014 en septembre, le tournoi de Shenzhen (dur (ext.)) est relocalisé à Zhuhai.

## Classements

### Évolution du top 10
| Rang | Évolution             | Nom   | Points |
| ---- | --------------------- | ----- | ------ |
| 1    | Novak Djokovic        | 9 045 |        |
| 2    | Rafael Nadal          | 7 480 |        |
| 3    | Roger Federer         | 6 420 |        |
| 4    | Alexander Zverev      | 6 385 |        |
| 5    | Juan Martín del Potro | 5 300 |        |
| 6    | Kevin Anderson        | 4 710 |        |
| 7    | Marin Čilić           | 4 250 |        |
| 8    | Dominic Thiem         | 4 095 |        |
| 9    | Kei Nishikori         | 3 590 |        |
| 10   | John Isner            | 3 155 |        |

| Rang | Évolution            | Nom    | Points |
| ---- | -------------------- | ------ | ------ |
| 1    | Mike Bryan           | 10 840 |        |
| 2    | Jack Sock            | 7 925  |        |
| 3    | Oliver Marach        | 7 250  |        |
| 4    | Mate Pavić           | 7 250  |        |
| 5    | Juan Sebastián Cabal | 6 140  |        |
| 5    | Robert Farah         | 6 140  |        |
| 7    | Bruno Soares         | 5 450  |        |
| 7    | Jamie Murray         | 5 450  |        |
| 9    | Łukasz Kubot         | 5 270  |        |
| 9    | Marcelo Melo         | 5 270  |        |

| Rang | Évolution             | Nom   | Points |
| ---- | --------------------- | ----- | ------ |
| 1    | Rafael Nadal          | 9 985 |        |
| 2    | Novak Djokovic        | 9 145 |        |
| 3    | Roger Federer         | 6 590 |        |
| 4    | Dominic Thiem         | 5 825 |        |
| 5    | Daniil Medvedev       | 5 705 |        |
| 6    | Stéfanos Tsitsipás    | 5 300 |        |
| 7    | Alexander Zverev      | 3 345 |        |
| 8    | Matteo Berrettini     | 2 870 |        |
| 9    | Roberto Bautista-Agut | 2 540 |        |
| 10   | Gaël Monfils          | 2 530 |        |

| Rang | Évolution             | Nom   | Points |
| ---- | --------------------- | ----- | ------ |
| 1    | Juan Sebastián Cabal  | 8 230 |        |
| 1    | Robert Farah          | 8 230 |        |
| 3    | Nicolas Mahut         | 7 180 |        |
| 4    | Horacio Zeballos      | 5 610 |        |
| 5    | Pierre-Hugues Herbert | 5 290 |        |
| 6    | Łukasz Kubot          | 5 090 |        |
| 7    | Marcelo Melo          | 4 910 |        |
| 8    | Raven Klaasen         | 4 665 |        |
| 9    | Kevin Krawietz        | 4 660 |        |
| 10   | Michael Venus         | 4 530 |        |

### Statistiques du top 20
| Classement fin 2019 | Joueur                | Pays       | Points | Tournois joués | Classement fin 2018 | + élevé en 2019 | - élevé en 2019 | Évolution 2018-2019 |
| ------------------- | --------------------- | ---------- | ------ | -------------- | ------------------- | --------------- | --------------- | ------------------- |
| 1                   | Rafael Nadal          | Espagne    | 9 985  | 13             | 2                   | 1               | 2               | 1                   |
| 2                   | Novak Djokovic        | Serbie     | 9 145  | 17             | 1                   | 1               | 2               | 1                   |
| 3                   | Roger Federer         | Suisse     | 6 590  | 17             | 3                   | 3               | 7               | =                   |
| 4                   | Dominic Thiem         | Autriche   | 5 825  | 22             | 8                   | 4               | 8               | 4                   |
| 5                   | Daniil Medvedev       | Russie     | 5 705  | 24             | 16                  | 4               | 19              | 11                  |
| 6                   | Stéfanos Tsitsipás    | Grèce      | 5 300  | 27             | 15                  | 5               | 15              | 9                   |
| 7                   | Alexander Zverev      | Allemagne  | 3 345  | 24             | 4                   | 3               | 7               | 3                   |
| 8                   | Matteo Berrettini     | Italie     | 2 870  | 26             | 54                  | 8               | 57              | 46                  |
| 9                   | Roberto Bautista-Agut | Espagne    | 2 540  | 23             | 24                  | 9               | 25              | 15                  |
| 10                  | Gaël Monfils          | France     | 2 530  | 21             | 29                  | 10              | 33              | 19                  |
| 11                  | David Goffin          | Belgique   | 2 335  | 27             | 22                  | 11              | 33              | 11                  |
| 12                  | Fabio Fognini         | Italie     | 2 290  | 24             | 13                  | 9               | 18              | 1                   |
| 13                  | Kei Nishikori         | Japon      | 2 180  | 16             | 9                   | 5               | 13              | 4                   |
| 14                  | Diego Schwartzman     | Argentine  | 2 125  | 25             | 17                  | 14              | 27              | 3                   |
| 15                  | Denis Shapovalov      | Canada     | 2 050  | 26             | 27                  | 15              | 38              | 12                  |
| 16                  | Stanislas Wawrinka    | Suisse     | 2 000  | 20             | 66                  | 16              | 68              | 50                  |
| 17                  | Karen Khachanov       | Russie     | 1 840  | 26             | 11                  | 8               | 17              | 6                   |
| 18                  | Alex De Minaur        | Australie  | 1 775  | 21             | 31                  | 18              | 38              | 13                  |
| 19                  | John Isner            | États-Unis | 1 770  | 20             | 10                  | 9               | 20              | 9                   |
| 20                  | Grigor Dimitrov       | Bulgarie   | 1 747  | 22             | 19                  | 20              | 78              | 1                   |

### Gains en tournois
| #  | Joueur                | Simple       | Double    | Total        |
| -- | --------------------- | ------------ | --------- | ------------ |
| 1  | Rafael Nadal          | 16 349 586 $ | 32 512 $  | 16 349 586 $ |
| 2  | Novak Djokovic        | 13 277 228 $ | 95 127 $  | 13 372 355 $ |
| 3  | Roger Federer         | 8 716 975 $  | 0 $       | 8 716 975 $  |
| 4  | Dominic Thiem         | 7 836 322 $  | 163 901 $ | 8 000 223 $  |
| 5  | Daniil Medvedev       | 7 833 320 $  | 69 592 $  | 7 902 912 $  |
| 6  | Stéfanos Tsitsipás    | 7 272 204 $  | 216 723 $ | 7 488 927 $  |
| 7  | Alexander Zverev      | 4 143 723 $  | 136 912 $ | 4 280 635 $  |
| 8  | Matteo Berrettini     | 3 363 218 $  | 76 565 $  | 3 439 783 $  |
| 9  | Gaël Monfils          | 2 901 347 $  | 15 240 $  | 2 916 587 $  |
| 10 | Roberto Bautista-Agut | 2 911 522 $  | 0 $       | 2 911 522 $  |

## Palmarès
| Grand Chelem     |
| ATP Finals       |
| ATP Masters 1000 |
| ATP 500          |
| ATP 250          |

### Simple
| No | Date       | Nom et lieu du tournoi                                                 | Catégorie       | Dotation      | Surface      | Vainqueur             | Finaliste             | Score                        |         |
| -- | ---------- | ---------------------------------------------------------------------- | --------------- | ------------- | ------------ | --------------------- | --------------------- | ---------------------------- | ------- |
| 1  | 31/12/2018 | Brisbane International, Brisbane                                       | ATP 250         | 527 880 $     | Dur (ext.)   | Kei Nishikori         | Daniil Medvedev       | 6-4, 3-6, 6-2                | Tableau |
| 2  | 31/12/2018 | Qatar ExxonMobil Open, Doha                                            | ATP 250         | 1 313 215 $   | Dur (ext.)   | Roberto Bautista-Agut | Tomáš Berdych         | 6-4, 3-6, 6-3                | Tableau |
| 3  | 31/12/2018 | Tata Open Maharashtra, Pune                                            | ATP 250         | 527 880 $     | Dur (ext.)   | Kevin Anderson        | Ivo Karlović          | 7-64, 62-7, 7-65             | Tableau |
| 4  | 07/01/2019 | ASB Classic, Auckland                                                  | ATP 250         | 527 880 $     | Dur (ext.)   | Tennys Sandgren       | Cameron Norrie        | 6-4, 6-2                     | Tableau |
| 5  | 07/01/2019 | Sydney International, Sydney                                           | ATP 250         | 527 880 $     | Dur (ext.)   | Alex De Minaur        | Andreas Seppi         | 7-5, 7-65                    | Tableau |
| 6  | 14/01/2019 | Australian Open, Melbourne                                             | G. Chelem       | 29 687 000 A$ | Dur (ext.)   | Novak Djokovic        | Rafael Nadal          | 6-3, 6-2, 6-3                | Tableau |
| 7  | 04/02/2019 | Open Sud de France, Montpellier                                        | ATP 250         | 524 340 €     | Dur (int.)   | Jo-Wilfried Tsonga    | Pierre-Hugues Herbert | 6-4, 6-2                     | Tableau |
| 8  | 04/02/2019 | Córdoba Open, Córdoba                                                  | ATP 250         | 527 880 $     | Terre (ext.) | Juan Ignacio Londero  | Guido Pella           | 3-6, 7-5, 6-1                | Tableau |
| 9  | 04/02/2019 | Sofia Open, Sofia                                                      | ATP 250         | 524 340 €     | Dur (int.)   | Daniil Medvedev       | Márton Fucsovics      | 6-4, 6-3                     | Tableau |
| 10 | 11/02/2019 | ABN AMRO World Tennis Tournament, Rotterdam                            | ATP 500         | 1 961 160 €   | Dur (int.)   | Gaël Monfils          | Stanislas Wawrinka    | 6-3, 1-6, 6-2                | Tableau |
| 11 | 11/02/2019 | Argentina Open, Buenos Aires                                           | ATP 250         | 590 745 $     | Terre (ext.) | Marco Cecchinato      | Diego Schwartzman     | 6-1, 6-2                     | Tableau |
| 12 | 11/02/2019 | New York Open, Long Island                                             | ATP 250         | 694 995 $     | Dur (int.)   | Reilly Opelka         | Brayden Schnur        | 6-1, 67-7, 7-67              | Tableau |
| 13 | 18/02/2019 | Rio Open presented by Claro, Rio de Janeiro                            | ATP 500         | 1 786 690 $   | Terre (ext.) | Laslo Djere           | Félix Auger-Aliassime | 6-3, 7-5                     | Tableau |
| 14 | 18/02/2019 | Delray Beach Open, Delray Beach                                        | ATP 250         | 582 550 $     | Dur (ext.)   | Radu Albot            | Daniel Evans          | 3-6, 6-3, 7-67               | Tableau |
| 15 | 18/02/2019 | Open 13 Provence, Marseille                                            | ATP 250         | 668 485 €     | Dur (int.)   | Stéfanos Tsitsipás    | Mikhail Kukushkin     | 7-5, 7-65                    | Tableau |
| 16 | 25/02/2019 | Abierto Mexicano Telcel, Acapulco                                      | ATP 500         | 1 780 060 $   | Dur (ext.)   | Nick Kyrgios          | Alexander Zverev      | 6-3, 6-4                     | Tableau |
| 17 | 25/02/2019 | Dubai Duty Free Tennis Championships, Dubaï                            | ATP 500         | 2 736 845 $   | Dur (ext.)   | Roger Federer         | Stéfanos Tsitsipás    | 6-4, 6-4                     | Tableau |
| 18 | 25/02/2019 | Brasil Open, São Paulo                                                 | ATP 250         | 550 145 $     | Terre (int.) | Guido Pella           | Cristian Garín        | 7-5, 6-3                     | Tableau |
| 19 | 07/03/2019 | BNP Paribas Open, Indian Wells                                         | Masters 1000    | 8 359 455 $   | Dur (ext.)   | Dominic Thiem         | Roger Federer         | 3-6, 6-3, 7-5                | Tableau |
| 20 | 20/03/2019 | Miami Open presented by Itaú, Miami                                    | Masters 1000    | 8 359 455 $   | Dur (ext.)   | Roger Federer         | John Isner            | 6-1, 6-4                     | Tableau |
| 21 | 08/04/2019 | Fayez Sarofim & Co. US Men’s Clay Court Championship, Houston          | ATP 250         | 583 585 $     | Terre (ext.) | Cristian Garín        | Casper Ruud           | 7-64, 4-6, 6-3               | Tableau |
| 22 | 08/04/2019 | Grand Prix Hassan II, Marrakech                                        | ATP 250         | 524 340 €     | Terre (ext.) | Benoît Paire          | Pablo Andújar         | 6-2, 6-3                     | Tableau |
| 23 | 15/04/2019 | Rolex Monte-Carlo Masters, Monte-Carlo                                 | Masters 1000    | 5 207 405 €   | Terre (ext.) | Fabio Fognini         | Dušan Lajović         | 6-3, 6-4                     | Tableau |
| 24 | 22/04/2019 | Barcelona Open Banc Sabadell, Barcelone                                | ATP 500         | 2 609 135 €   | Terre (ext.) | Dominic Thiem         | Daniil Medvedev       | 6-4, 6-0                     | Tableau |
| 25 | 22/04/2019 | Hungarian Open, Budapest                                               | ATP 250         | 524 340 €     | Terre (ext.) | Matteo Berrettini     | Filip Krajinović      | 4-6, 6-3, 6-1                | Tableau |
| 26 | 29/04/2019 | Millennium Estoril Open, Estoril                                       | ATP 250         | 524 340 €     | Terre (ext.) | Stéfanos Tsitsipás    | Pablo Cuevas          | 6-3, 7-64                    | Tableau |
| 27 | 29/04/2019 | BMW Open by FWU, Munich                                                | ATP 250         | 524 340 €     | Terre (ext.) | Cristian Garín        | Matteo Berrettini     | 6-1, 3-6, 7-61               | Tableau |
| 28 | 05/05/2019 | Mutua Madrid Open, Madrid                                              | Masters 1000    | 6 536 160 €   | Terre (ext.) | Novak Djokovic        | Stéfanos Tsitsipás    | 6-3, 6-4                     | Tableau |
| 29 | 12/05/2019 | Internazionali BNL d'Italia, Rome                                      | Masters 1000    | 5 207 405 €   | Terre (ext.) | Rafael Nadal          | Novak Djokovic        | 6-0, 4-6, 6-1                | Tableau |
| 30 | 20/05/2019 | Banque Eric Sturdza Geneva Open, Genève                                | ATP 250         | 524 340 €     | Terre (ext.) | Alexander Zverev      | Nicolás Jarry         | 6-3, 3-6, 7-68               | Tableau |
| 31 | 20/05/2019 | Open Parc Auvergne-Rhône-Alpes, Lyon                                   | ATP 250         | 524 340 €     | Terre (ext.) | Benoît Paire          | Félix Auger-Aliassime | 6-4, 6-3                     | Tableau |
| 32 | 27/05/2019 | Roland-Garros, Paris                                                   | G. Chelem       | 20 060 000 €  | Terre (ext.) | Rafael Nadal          | Dominic Thiem         | 6-3, 5-7, 6-1, 6-1           | Tableau |
| 33 | 10/06/2019 | Libema Open, Bois-le-Duc                                               | ATP 250         | 635 750 €     | Gazon (ext.) | Adrian Mannarino      | Jordan Thompson       | 7-67, 6-3                    | Tableau |
| 34 | 10/06/2019 | MercedesCup, Stuttgart                                                 | ATP 250         | 679 015 €     | Gazon (ext.) | Matteo Berrettini     | Félix Auger-Aliassime | 6-4, 7-611                   | Tableau |
| 35 | 17/06/2019 | Noventi Open, Halle                                                    | ATP 500         | 2 081 830 €   | Gazon (ext.) | Roger Federer         | David Goffin          | 7-62, 6-1                    | Tableau |
| 36 | 17/06/2019 | Fever-Tree Championships, Londres                                      | ATP 500         | 2 081 830 €   | Gazon (ext.) | Feliciano López       | Gilles Simon          | 6-2, 64-7, 7-62              | Tableau |
| 37 | 24/06/2019 | Turkish Airlines Open, Antalya                                         | ATP 250         | 445 690 €     | Gazon (ext.) | Lorenzo Sonego        | Miomir Kecmanović     | 65-7, 7-65, 6-1              | Tableau |
| 38 | 24/06/2019 | Nature Valley International, Eastbourne                                | ATP 250         | 684 080 €     | Gazon (ext.) | Taylor Fritz          | Sam Querrey           | 6-3, 6-4                     | Tableau |
| 39 | 01/07/2019 | The Championships, Wimbledon                                           | G. Chelem       | 17 769 000 £  | Gazon (ext.) | Novak Djokovic        | Roger Federer         | 7-65, 1-6, 7-64, 4-6, 13-123 | Tableau |
| 40 | 15/07/2019 | Swedish Open, Båstad                                                   | ATP 250         | 524 340 €     | Terre (ext.) | Nicolás Jarry         | Juan Ignacio Londero  | 7-67, 6-4                    | Tableau |
| 41 | 15/07/2019 | Hall of Fame Open, Newport                                             | ATP 250         | 583 585 $     | Gazon (ext.) | John Isner            | Alexander Bublik      | 7-62, 6-3                    | Tableau |
| 42 | 15/07/2019 | Plava Laguna Croatia Open, Umag                                        | ATP 250         | 524 340 €     | Terre (ext.) | Dušan Lajović         | Attila Balázs         | 7-5, 7-5                     | Tableau |
| 43 | 22/07/2019 | Hamburg European Open, Hambourg                                        | ATP 500         | 1 718 170 €   | Terre (ext.) | Nikoloz Basilashvili  | Andrey Rublev         | 7-5, 4-6, 6-3                | Tableau |
| 44 | 22/07/2019 | BB&T Atlanta Open, Atlanta                                             | ATP 250         | 694 995 $     | Dur (ext.)   | Alex De Minaur        | Taylor Fritz          | 6-3, 7-62                    | Tableau |
| 45 | 22/07/2019 | J. Safra Sarasin Swiss Open, Gstaad                                    | ATP 250         | 524 340 €     | Terre (ext.) | Albert Ramos-Viñolas  | Cedrik-Marcel Stebe   | 6-3, 6-2                     | Tableau |
| 46 | 29/07/2019 | Citi Open, Washington D.C.                                             | ATP 500         | 1 895 290 $   | Dur (ext.)   | Nick Kyrgios          | Daniil Medvedev       | 7-66, 7-64                   | Tableau |
| 47 | 29/07/2019 | Generali Open, Kitzbühel                                               | ATP 250         | 524 340 €     | Terre (ext.) | Dominic Thiem         | Albert Ramos-Viñolas  | 7-60, 6-1                    | Tableau |
| 48 | 29/07/2019 | Abierto Mexicano de Tenis Mifel presentado por Cinemex, Cabo San Lucas | ATP 250         | 762 455 $     | Dur (ext.)   | Diego Schwartzman     | Taylor Fritz          | 7-66, 6-3                    | Tableau |
| 49 | 05/08/2019 | Coupe Rogers, Montréal                                                 | Masters 1000    | 5 701 945 $   | Dur (ext.)   | Rafael Nadal          | Daniil Medvedev       | 6-3, 6-0                     | Tableau |
| 50 | 12/08/2019 | Western & Southern Open, Cincinnati                                    | Masters 1000    | 6 056 280 $   | Dur (ext.)   | Daniil Medvedev       | David Goffin          | 7-63, 6-4                    | Tableau |
| 51 | 19/08/2019 | Winston-Salem Open, Winston-Salem                                      | ATP 250         | 717 955 $     | Dur (ext.)   | Hubert Hurkacz        | Benoît Paire          | 6-3, 3-6, 6-3                | Tableau |
| 52 | 26/08/2019 | US Open, Flushing Meadows                                              | G. Chelem       | 28 619 350 $  | Dur (ext.)   | Rafael Nadal          | Daniil Medvedev       | 7-5, 6-3, 5-7, 4-6, 6-4      | Tableau |
| 53 | 16/09/2019 | Moselle Open, Metz                                                     | ATP 250         | 524 340 €     | Dur (int.)   | Jo-Wilfried Tsonga    | Aljaž Bedene          | 64-7, 7-64, 6-3              | Tableau |
| 54 | 16/09/2019 | St. Petersburg Open, Saint-Pétersbourg                                 | ATP 250         | 1 180 000 $   | Dur (int.)   | Daniil Medvedev       | Borna Ćorić           | 6-3, 6-1                     | Tableau |
| 55 | 23/09/2019 | Chengdu Open, Chengdu                                                  | ATP 250         | 1 096 575 $   | Dur (ext.)   | Pablo Carreño Busta   | Alexander Bublik      | 65-7, 6-4, 7-63              | Tableau |
| 56 | 23/09/2019 | Huajin Securities Zhuhai Championships, Zhuhai                         | ATP 250         | 931 335 $     | Dur (ext.)   | Alex De Minaur        | Adrian Mannarino      | 7-64, 6-4                    | Tableau |
| 57 | 30/09/2019 | China Open, Pékin                                                      | ATP 500         | 3 515 225 $   | Dur (ext.)   | Dominic Thiem         | Stéfanos Tsitsipás    | 3-6, 6-4, 6-1                | Tableau |
| 58 | 30/09/2019 | Rakuten Japan Open Tennis Championships, Tokyo                         | ATP 500         | 1 895 290 $   | Dur (ext.)   | Novak Djokovic        | John Millman          | 6-3, 6-2                     | Tableau |
| 59 | 07/10/2019 | Rolex Shanghai Masters, Shanghai                                       | Masters 1000    | 7 473 620 $   | Dur (ext.)   | Daniil Medvedev       | Alexander Zverev      | 6-4, 6-1                     | Tableau |
| 60 | 14/10/2019 | European Open, Anvers                                                  | ATP 250         | 635 750 €     | Dur (int.)   | Andy Murray           | Stanislas Wawrinka    | 3-6, 6-4, 6-4                | Tableau |
| 61 | 14/10/2019 | VTB Kremlin Cup, Moscou                                                | ATP 250         | 939 220 $     | Dur (int.)   | Andrey Rublev         | Adrian Mannarino      | 6-4, 6-0                     | Tableau |
| 62 | 14/10/2019 | Intrum Stockholm Open, Stockholm                                       | ATP 250         | 635 750 €     | Dur (int.)   | Denis Shapovalov      | Filip Krajinović      | 6-4, 6-4                     | Tableau |
| 63 | 21/10/2019 | Swiss Indoors Basel, Bâle                                              | ATP 500         | 2 082 655 €   | Dur (int.)   | Roger Federer         | Alex De Minaur        | 6-2, 6-2                     | Tableau |
| 64 | 21/10/2019 | Erste Bank Open, Vienne                                                | ATP 500         | 2 296 490 €   | Dur (int.)   | Dominic Thiem         | Diego Schwartzman     | 3-6, 6-4, 6-3                | Tableau |
| 65 | 28/10/2019 | Rolex Paris Masters, Paris                                             | Masters 1000    | 5 207 405 €   | Dur (int.)   | Novak Djokovic        | Denis Shapovalov      | 6-3, 6-4                     | Tableau |
| 66 | 04/11/2019 | Next Gen ATP Finals, Milan                                             | Next Gen Finals | 1 400 000 $   | Dur (int.)   | Jannik Sinner         | Alex De Minaur        | 4-2, 4-1, 4-2                | Tableau |
| 67 | 11/11/2019 | Nitto ATP Finals, Londres                                              | Masters         | 9 000 000 $   | Dur (int.)   | Stéfanos Tsitsipás    | Dominic Thiem         | 6-7, 6-2, 7-64               | Tableau |

### Double
| No | Date       | Nom et lieu du tournoi                                                | Catégorie    | Dotation      | Surface      | Vainqueurs                             | Finalistes                                | Score                       |         |
| -- | ---------- | --------------------------------------------------------------------- | ------------ | ------------- | ------------ | -------------------------------------- | ----------------------------------------- | --------------------------- | ------- |
| 1  | 31/12/2018 | Brisbane International Brisbane                                       | ATP 250      | 527 880 $     | Dur (ext.)   | Marcus Daniell Wesley Koolhof          | Rajeev Ram Joe Salisbury                  | 6-4, 7-66                   | Tableau |
| 2  | 31/12/2018 | Qatar ExxonMobil Open Doha                                            | ATP 250      | 1 313 215 $   | Dur (ext.)   | David Goffin Pierre-Hugues Herbert     | Robin Haase Matwé Middelkoop              | 5-7, 6-4, [10-4]            | Tableau |
| 3  | 31/12/2018 | Tata Open Maharashtra Pune                                            | ATP 250      | 527 880 $     | Dur (ext.)   | Rohan Bopanna Divij Sharan             | Luke Bambridge Jonny O'Mara               | 6-3, 6-4                    | Tableau |
| 4  | 07/01/2019 | ASB Classic Auckland                                                  | ATP 250      | 527 880 $     | Dur (ext.)   | Ben McLachlan Jan-Lennard Struff       | Raven Klaasen Michael Venus               | 6-3, 6-4                    | Tableau |
| 5  | 07/01/2019 | Sydney International Sydney                                           | ATP 250      | 527 880 $     | Dur (ext.)   | Jamie Murray Bruno Soares              | Juan Sebastián Cabal Robert Farah         | 6-4, 6-3                    | Tableau |
| 6  | 14/01/2019 | Australian Open Melbourne                                             | G. Chelem    | 29 687 000 A$ | Dur (ext.)   | Pierre-Hugues Herbert Nicolas Mahut    | Henri Kontinen John Peers                 | 6-4, 7-61                   | Tableau |
| 7  | 04/02/2019 | Open Sud de France Montpellier                                        | ATP 250      | 524 340 €     | Dur (int.)   | Ivan Dodig Édouard Roger-Vasselin      | Benjamin Bonzi Antoine Hoang              | 6-4, 6-3                    | Tableau |
| 8  | 04/02/2019 | Córdoba Open Córdoba                                                  | ATP 250      | 527 880 $     | Terre (ext.) | Roman Jebavý Andrés Molteni            | Máximo González Horacio Zeballos          | 6-4, 7-64                   | Tableau |
| 9  | 04/02/2019 | Sofia Open Sofia                                                      | ATP 250      | 524 340 €     | Dur (int.)   | Nikola Mektić Jürgen Melzer            | Hsieh Cheng-peng Christopher Rungkat      | 6-2, 4-6, [10-2]            | Tableau |
| 10 | 11/02/2019 | ABN AMRO World Tennis Tournament Rotterdam                            | ATP 500      | 1 961 160 €   | Dur (int.)   | Jérémy Chardy Henri Kontinen           | Jean-Julien Rojer Horia Tecău             | 7-65, 7-64                  | Tableau |
| 11 | 11/02/2019 | Argentina Open Buenos Aires                                           | ATP 250      | 590 745 $     | Terre (ext.) | Máximo González Horacio Zeballos       | Diego Schwartzman Dominic Thiem           | 6-1, 6-1                    | Tableau |
| 12 | 11/02/2019 | New York Open Long Island                                             | ATP 250      | 694 995 $     | Dur (int.)   | Kevin Krawietz Andreas Mies            | Santiago González Aisam-Ul-Haq Qureshi    | 6-4, 7-5                    | Tableau |
| 13 | 18/02/2019 | Rio Open presented by Claro Rio de Janeiro                            | ATP 500      | 1 786 690 $   | Terre (ext.) | Máximo González Nicolás Jarry          | Thomaz Bellucci Rogério Dutra Silva       | 63-7, 6-3, [10-7]           | Tableau |
| 14 | 18/02/2019 | Delray Beach Open Delray Beach                                        | ATP 250      | 582 550 $     | Dur (ext.)   | Bob Bryan Mike Bryan                   | Ken Skupski Neal Skupski                  | 7-65, 6-4                   | Tableau |
| 15 | 18/02/2019 | Open 13 Provence Marseille                                            | ATP 250      | 668 485 €     | Dur (int.)   | Jérémy Chardy Fabrice Martin           | Ben McLachlan Matwé Middelkoop            | 6-3, 64-7, [10-3]           | Tableau |
| 16 | 25/02/2019 | Abierto Mexicano Telcel Acapulco                                      | ATP 500      | 1 780 060 $   | Dur (ext.)   | Alexander Zverev Mischa Zverev         | Austin Krajicek Artem Sitak               | 2-6, 7-64, [10-5]           | Tableau |
| 17 | 25/02/2019 | Dubai Duty Free Tennis Championships Dubaï                            | ATP 500      | 2 736 845 $   | Dur (ext.)   | Rajeev Ram Joe Salisbury               | Ben McLachlan Jan-Lennard Struff          | 7-64, 6-3                   | Tableau |
| 18 | 25/02/2019 | Brasil Open São Paulo                                                 | ATP 250      | 550 145 $     | Terre (int.) | Federico Delbonis Máximo González      | Luke Bambridge Jonny O'Mara               | 6-4, 6-3                    | Tableau |
| 19 | 07/03/2019 | BNP Paribas Open Indian Wells                                         | Masters 1000 | 8 359 455 $   | Dur (ext.)   | Nikola Mektić Horacio Zeballos         | Łukasz Kubot Marcelo Melo                 | 4-6, 6-4, [10-3]            | Tableau |
| 20 | 20/03/2019 | Miami Open presented by Itaú Miami                                    | Masters 1000 | 8 359 455 $   | Dur (ext.)   | Bob Bryan Mike Bryan                   | Wesley Koolhof Stéfanos Tsitsipás         | 7-5, 7-68                   | Tableau |
| 21 | 08/04/2019 | Fayez Sarofim & Co. US Men’s Clay Court Championship Houston          | ATP 250      | 583 585 $     | Terre (ext.) | Santiago González Aisam-Ul-Haq Qureshi | Ken Skupski Neal Skupski                  | 6-3, 4-6, [10-6]            | Tableau |
| 22 | 08/04/2019 | Grand Prix Hassan II Marrakech                                        | ATP 250      | 524 340 €     | Terre (ext.) | Jürgen Melzer Franko Škugor            | Matwé Middelkoop Frederik Nielsen         | 6-4, 7-66                   | Tableau |
| 23 | 15/04/2019 | Rolex Monte-Carlo Masters Monte-Carlo                                 | Masters 1000 | 5 207 405 €   | Terre (ext.) | Nikola Mektić Franko Škugor            | Robin Haase Wesley Koolhof                | 63-7, 7-63, [11-9]          | Tableau |
| 24 | 22/04/2019 | Barcelona Open Banc Sabadell Barcelone                                | ATP 500      | 2 609 135 €   | Terre (ext.) | Juan Sebastián Cabal Robert Farah      | Jamie Murray Bruno Soares                 | 6-4, 7-64                   | Tableau |
| 25 | 22/04/2019 | Hungarian Open Budapest                                               | ATP 250      | 524 340 €     | Terre (ext.) | Ken Skupski Neal Skupski               | Marcus Daniell Wesley Koolhof             | 6-3, 6-4                    | Tableau |
| 26 | 29/04/2019 | Millennium Estoril Open Estoril                                       | ATP 250      | 524 340 €     | Terre (ext.) | Jérémy Chardy Fabrice Martin           | Luke Bambridge Jonny O'Mara               | 7-5, 7-63                   | Tableau |
| 27 | 29/04/2019 | BMW Open by FWU Munich                                                | ATP 250      | 524 340 €     | Terre (ext.) | Frederik Nielsen Tim Pütz              | Marcelo Demoliner Divij Sharan            | 6-4, 6-2                    | Tableau |
| 28 | 05/05/2019 | Mutua Madrid Open Madrid                                              | Masters 1000 | 6 536 160 €   | Terre (ext.) | Jean-Julien Rojer Horia Tecău          | Diego Schwartzman Dominic Thiem           | 6-2, 6-3                    | Tableau |
| 29 | 12/05/2019 | Internazionali BNL d'Italia Rome                                      | Masters 1000 | 5 207 405 €   | Terre (ext.) | Juan Sebastián Cabal Robert Farah      | Raven Klaasen Michael Venus               | 6-1, 6-3                    | Tableau |
| 30 | 20/05/2019 | Banque Eric Sturdza Geneva Open Genève                                | ATP 250      | 524 340 €     | Terre (ext.) | Oliver Marach Mate Pavić               | Matthew Ebden Robert Lindstedt            | 6-4, 6-4                    | Tableau |
| 31 | 20/05/2019 | Open Parc Auvergne-Rhône-Alpes Lyon                                   | ATP 250      | 524 340 €     | Terre (ext.) | Ivan Dodig Édouard Roger-Vasselin      | Ken Skupski Neal Skupski                  | 6-4, 6-3                    | Tableau |
| 32 | 27/05/2019 | Roland-Garros Paris                                                   | G. Chelem    | 20 060 000 €  | Terre (ext.) | Kevin Krawietz Andreas Mies            | Jérémy Chardy Fabrice Martin              | 6-2, 7-63                   | Tableau |
| 33 | 10/06/2019 | Libema Open Bois-le-Duc                                               | ATP 250      | 635 750 €     | Gazon (ext.) | Dominic Inglot Austin Krajicek         | Marcus Daniell Wesley Koolhof             | 6-4, 4-6, [10-4]            | Tableau |
| 34 | 10/06/2019 | MercedesCup Stuttgart                                                 | ATP 250      | 679 015 €     | Gazon (ext.) | John Peers Bruno Soares                | Rohan Bopanna Denis Shapovalov            | 7-5, 6-3                    | Tableau |
| 35 | 17/06/2019 | Noventi Open Halle                                                    | ATP 500      | 2 081 830 €   | Gazon (ext.) | Raven Klaasen Michael Venus            | Łukasz Kubot Marcelo Melo                 | 4-6, 6-3, [10-4]            | Tableau |
| 36 | 17/06/2019 | Fever-Tree Championships Londres                                      | ATP 500      | 2 081 830 €   | Gazon (ext.) | Feliciano López Andy Murray            | Rajeev Ram Joe Salisbury                  | 7-66, 5-7, [10-5]           | Tableau |
| 37 | 24/06/2019 | Turkish Airlines Open Antalya                                         | ATP 250      | 445 690 €     | Gazon (ext.) | Jonathan Erlich Artem Sitak            | Ivan Dodig Filip Polášek                  | 6-3, 6-4                    | Tableau |
| 38 | 24/06/2019 | Nature Valley International Eastbourne                                | ATP 250      | 684 080 €     | Gazon (ext.) | Juan Sebastián Cabal Robert Farah      | Máximo González Horacio Zeballos          | 3-6, 7-64, [10-6]           | Tableau |
| 39 | 01/07/2019 | The Championships Wimbledon                                           | G. Chelem    | 17 769 000 £  | Gazon (ext.) | Juan Sebastián Cabal Robert Farah      | Nicolas Mahut Édouard Roger-Vasselin      | 65-7, 7-65, 7-66, 65-7, 6-3 | Tableau |
| 40 | 15/07/2019 | Swedish Open Båstad                                                   | ATP 250      | 524 340 €     | Terre (ext.) | Sander Gillé Joran Vliegen             | Federico Delbonis Horacio Zeballos        | 65-7, 7-5, [10-5]           | Tableau |
| 41 | 15/07/2019 | Hall of Fame Open Newport                                             | ATP 250      | 583 585 $     | Gazon (ext.) | Marcel Granollers Serhiy Stakhovsky    | Marcelo Arévalo Miguel Ángel Reyes-Varela | 610-7, 6-4, [13-11]         | Tableau |
| 42 | 15/07/2019 | Plava Laguna Croatia Open Umag                                        | ATP 250      | 524 340 €     | Terre (ext.) | Robin Haase Philipp Oswald             | Oliver Marach Jürgen Melzer               | 7-5, 62-7, [14-12]          | Tableau |
| 43 | 22/07/2019 | Hamburg European Open Hambourg                                        | ATP 500      | 1 718 170 €   | Terre (ext.) | Oliver Marach Jürgen Melzer            | Robin Haase Wesley Koolhof                | 6-2, 7-63                   | Tableau |
| 44 | 22/07/2019 | BB&T Atlanta Open Atlanta                                             | ATP 250      | 694 995 $     | Dur (ext.)   | Dominic Inglot Austin Krajicek         | Bob Bryan Mike Bryan                      | 6-4, 65-7, [11-9]           | Tableau |
| 45 | 22/07/2019 | J. Safra Sarasin Swiss Open Gstaad                                    | ATP 250      | 524 340 €     | Terre (ext.) | Sander Gillé Joran Vliegen             | Philipp Oswald Filip Polášek              | 6-4, 6-3                    | Tableau |
| 46 | 29/07/2019 | Citi Open Washington D.C.                                             | ATP 500      | 1 895 290 $   | Dur (ext.)   | Raven Klaasen Michael Venus            | Jean-Julien Rojer Horia Tecău             | 3-6, 6-3, [10-2]            | Tableau |
| 47 | 29/07/2019 | Generali Open Kitzbühel                                               | ATP 250      | 524 340 €     | Terre (ext.) | Philipp Oswald Filip Polášek           | Sander Gillé Joran Vliegen                | 6-4, 6-4                    | Tableau |
| 48 | 29/07/2019 | Abierto Mexicano de Tenis Mifel presentado por Cinemex Cabo San Lucas | ATP 250      | 762 455 $     | Dur (ext.)   | Romain Arneodo Hugo Nys                | Dominic Inglot Austin Krajicek            | 7-5, 5-7, [16-14]           | Tableau |
| 49 | 05/08/2019 | Coupe Rogers Montréal                                                 | Masters 1000 | 5 701 945 $   | Dur (ext.)   | Marcel Granollers Horacio Zeballos     | Robin Haase Wesley Koolhof                | 7-5, 7-5                    | Tableau |
| 50 | 12/08/2019 | Western & Southern Open Cincinnati                                    | Masters 1000 | 6 056 280 $   | Dur (ext.)   | Ivan Dodig Filip Polášek               | Juan Sebastián Cabal Robert Farah         | 4-6, 6-4, [10-6]            | Tableau |
| 51 | 19/08/2019 | Winston-Salem Open Winston-Salem                                      | ATP 250      | 717 955 $     | Dur (ext.)   | Łukasz Kubot Marcelo Melo              | Nicholas Monroe Tennys Sandgren           | 6-7, 6-1, [10-3]            | Tableau |
| 52 | 26/08/2019 | US Open Flushing Meadows                                              | G. Chelem    | 28 619 350 $  | Dur (ext.)   | Juan Sebastián Cabal Robert Farah      | Marcel Granollers Horacio Zeballos        | 6-4, 7-5                    | Tableau |
| 53 | 16/09/2019 | Moselle Open Metz                                                     | ATP 250      | 524 340 €     | Dur (int.)   | Jan-Lennard Struff Robert Lindstedt    | Nicolas Mahut Édouard Roger-Vasselin      | 2-6, 7-61, [10-4]           | Tableau |
| 54 | 16/09/2019 | St. Petersburg Open Saint-Pétersbourg                                 | ATP 250      | 1 180 000 $   | Dur (int.)   | Divij Sharan Igor Zelenay              | Matteo Berrettini Simone Bolelli          | 6-3, 3-6, [10-8]            | Tableau |
| 55 | 23/09/2019 | Chengdu Open Chengdu                                                  | ATP 250      | 1 096 575 $   | Dur (ext.)   | Nikola Čačić Dušan Lajović             | Jonathan Erlich Fabrice Martin            | 7-69, 3-6, [10-3]           | Tableau |
| 56 | 23/09/2019 | Huajin Securities Zhuhai Championships Zhuhai                         | ATP 250      | 931 335 $     | Dur (ext.)   | Sander Gillé Joran Vliegen             | Marcelo Demoliner Matwé Middelkoop        | 7-62, 7-64                  | Tableau |
| 57 | 30/09/2019 | China Open Pékin                                                      | ATP 500      | 3 515 225 $   | Dur (ext.)   | Ivan Dodig Filip Polášek               | Łukasz Kubot Marcelo Melo                 | 6-3, 7-64                   | Tableau |
| 58 | 30/09/2019 | Rakuten Japan Open Tennis Championships Tokyo                         | ATP 500      | 1 895 290 $   | Dur (ext.)   | Nicolas Mahut Édouard Roger-Vasselin   | Nikola Mektić Franko Škugor               | 7-67, 6-4                   | Tableau |
| 59 | 07/10/2019 | Rolex Shanghai Masters Shanghai                                       | Masters 1000 | 7 473 620 $   | Dur (ext.)   | Mate Pavić Bruno Soares                | Łukasz Kubot Marcelo Melo                 | 6-4, 6-2                    | Tableau |
| 60 | 14/10/2019 | European Open Anvers                                                  | ATP 250      | 635 750 €     | Dur (int.)   | Kevin Krawietz Andreas Mies            | Rajeev Ram Joe Salisbury                  | 7-61, 6-3                   | Tableau |
| 61 | 14/10/2019 | VTB Kremlin Cup Moscou                                                | ATP 250      | 939 220 $     | Dur (int.)   | Marcelo Demoliner Matwé Middelkoop     | Simone Bolelli Andrés Molteni             | 6-1, 6-2                    | Tableau |
| 62 | 14/10/2019 | Intrum Stockholm Open Stockholm                                       | ATP 250      | 635 750 €     | Dur (int.)   | Henri Kontinen Édouard Roger-Vasselin  | Mate Pavić Bruno Soares                   | 6-4, 6-2                    | Tableau |
| 63 | 21/10/2019 | Swiss Indoors Basel Bâle                                              | ATP 500      | 2 082 655 €   | Dur (int.)   | Jean-Julien Rojer Horia Tecău          | Taylor Fritz Reilly Opelka                | 7-5, 6-3                    | Tableau |
| 64 | 21/10/2019 | Erste Bank Open Vienne                                                | ATP 500      | 2 296 490 €   | Dur (int.)   | Rajeev Ram Joe Salisbury               | Łukasz Kubot Marcelo Melo                 | 6-4, 65-7, [10-5]           | Tableau |
| 65 | 28/10/2019 | Rolex Paris Masters Paris                                             | Masters 1000 | 5 207 405 €   | Dur (int.)   | Pierre-Hugues Herbert Nicolas Mahut    | Karen Khachanov Andrey Rublev             | 6-4, 6-1                    | Tableau |
| 66 | 11/11/2019 | Nitto ATP Finals Londres                                              | Masters      | 9 000 000 $   | Dur (int.)   | Pierre-Hugues Herbert Nicolas Mahut    | Raven Klaasen Michael Venus               | 6-3, 6-4                    | Tableau |

### Double mixte
| No | Date       | Nom et lieu du tournoi      | Catégorie | Dotation   | Surface      | Vainqueurs                         | Finalistes                        | Score     |         |
| -- | ---------- | --------------------------- | --------- | ---------- | ------------ | ---------------------------------- | --------------------------------- | --------- | ------- |
| 1  | 18/01/2019 | Australian Open Melbourne   | G. Chelem | 500 000 A$ | Dur (ext.)   | Barbora Krejčíková Rajeev Ram      | Astra Sharma John-Patrick Smith   | 7-63, 6-1 | Tableau |
| 2  | 27/05/2019 | Roland-Garros Paris         | G. Chelem | 475 000 €  | Terre (ext.) | Latisha Chan Ivan Dodig            | Gabriela Dabrowski Mate Pavić     | 6-1, 7-65 | Tableau |
| 3  | 01/07/2019 | The Championships Wimbledon | G. Chelem | 430 000 £  | Gazon (ext.) | Latisha Chan Ivan Dodig            | Jeļena Ostapenko Robert Lindstedt | 6-2, 6-3  | Tableau |
| 4  | 26/08/2019 | US Open Flushing Meadows    | G. Chelem | 577 500 $  | Dur (ext.)   | Bethanie Mattek-Sands Jamie Murray | Chan Hao-ching Michael Venus      | 6-2, 6-3  | Tableau |

### Compétitions par équipes
|  | Équipe 1  | Score | Équipe 2 |  |
|  | Allemagne | 1 – 2 | Suisse   |  |

| Ordre des matchs | Joueurs                             | Points au premier set | Points au second set | Points au troisième set |
| ---------------- | ----------------------------------- | --------------------- | -------------------- | ----------------------- |
| 1                | Alexander Zverev                    | 4                     | 2                    |                         |
| 1                | Roger Federer                       | 6                     | 6                    |                         |
|                  |                                     |                       |                      |                         |
| 2                | Angelique Kerber                    | 6                     | 7                    |                         |
| 2                | Belinda Bencic                      | 4                     | 6                    |                         |
|                  |                                     |                       |                      |                         |
| 3                | Angelique Kerber - Alexander Zverev | 0                     | 4                    | 34                      |
| 3                | Belinda Bencic - Roger Federer      | 4                     | 1                    | 4                       |

|  | Équipe 1 | Score | Équipe 2 |  |
|  | Canada   | 0 – 2 | Espagne  |  |

| Ordre des matchs | Joueurs                             | Points au premier set | Points au second set | Points au troisième set |
| ---------------- | ----------------------------------- | --------------------- | -------------------- | ----------------------- |
| 1                | Félix Auger-Aliassime               | 63                    | 3                    |                         |
| 1                | Roberto Bautista-Agut               | 7                     | 6                    |                         |
|                  |                                     |                       |                      |                         |
| 2                | Denis Shapovalov                    | 3                     | 67                   |                         |
| 2                | Rafael Nadal                        | 6                     | 7                    |                         |
|                  |                                     |                       |                      |                         |
| 3                | Vasek Pospisil - Denis Shapovalov   | Non                   | joué                 |                         |
| 3                | Marcel Granollers - Feliciano López |                       |                      |                         |

## Informations statistiques
Ne comptant pas au palmarès officiel des joueurs, les Next Generation ATP Finals ne figurent pas dans cette section.
| Catégorie \ Surface | Dur    | Terre | Gazon | Total  |
| Grand Chelem        | 2      | 1     | 1     | 4      |
| ATP Finals          | 1(1)   | 0     | 0     | 1(1)   |
| ATP Masters 1000    | 6(1)   | 3     | 0     | 9(1)   |
| ATP 500             | 8(3)   | 3     | 2     | 13(3)  |
| ATP 250             | 20(9)  | 14(1) | 5     | 39(10) |
| Total               | 37(14) | 21(1) | 8     | 66(15) |

Entre parenthèses le nombre de tournois se déroulant en intérieur.

### En simple
| Joueur         | Période                  | Semaines | Cumul |
| -------------- | ------------------------ | -------- | ----- |
| Novak Djokovic | 1er janvier - 3 novembre | 44       | 44    |
| Rafael Nadal   | 4 novembre - 31 décembre | 8        | 8     |

| Joueur                | Nombre | Titre(s)                                                |
| --------------------- | ------ | ------------------------------------------------------- |
| Novak Djokovic        | 5      | Open d'Australie, Madrid, Wimbledon, Tokyo, Paris-Bercy |
| Dominic Thiem         | 5      | Indian Wells, Barcelone, Kitzbühel, Pékin, Vienne       |
| Roger Federer         | 4      | Dubaï, Miami, Halle, Bâle                               |
| Daniil Medvedev       | 4      | Sofia, Cincinnati, Saint-Pétersbourg, Shanghai          |
| Rafael Nadal          | 4      | Rome, Roland-Garros, Montréal, US Open                  |
| Alex De Minaur        | 3      | Sydney, Atlanta, Zhuhai                                 |
| Stéfanos Tsitsipás    | 3      | Marseille, Estoril, Masters                             |
| Matteo Berrettini     | 2      | Budapest, Stuttgart                                     |
| Cristian Garín        | 2      | Houston, Munich                                         |
| Nick Kyrgios          | 2      | Acapulco, Washington                                    |
| Benoît Paire          | 2      | Marrakech, Lyon                                         |
| Jo-Wilfried Tsonga    | 2      | Montpellier, Metz                                       |
| Radu Albot            | 1      | Delray Beach                                            |
| Kevin Anderson        | 1      | Pune                                                    |
| Nikoloz Basilashvili  | 1      | Hambourg                                                |
| Roberto Bautista-Agut | 1      | Doha                                                    |
| Pablo Carreño Busta   | 1      | Chengdu                                                 |
| Marco Cecchinato      | 1      | Buenos Aires                                            |
| Laslo Djere           | 1      | Rio de Janeiro                                          |
| Fabio Fognini         | 1      | Monte-Carlo                                             |
| Taylor Fritz          | 1      | Eastbourne                                              |
| Hubert Hurkacz        | 1      | Winston-Salem                                           |
| Juan Ignacio Londero  | 1      | Córdoba                                                 |
| John Isner            | 1      | Newport                                                 |
| Nicolás Jarry         | 1      | Båstad                                                  |
| Dušan Lajović         | 1      | Umag                                                    |
| Feliciano López       | 1      | Queen's                                                 |
| Adrian Mannarino      | 1      | Bois-le-Duc                                             |
| Gaël Monfils          | 1      | Rotterdam                                               |
| Andy Murray           | 1      | Anvers                                                  |
| Kei Nishikori         | 1      | Brisbane                                                |
| Reilly Opelka         | 1      | Long Island                                             |
| Guido Pella           | 1      | São Paulo                                               |
| Albert Ramos-Viñolas  | 1      | Gstaad                                                  |
| Andrey Rublev         | 1      | Moscou                                                  |
| Tennys Sandgren       | 1      | Auckland                                                |
| Diego Schwartzman     | 1      | Cabo San Lucas                                          |
| Denis Shapovalov      | 1      | Stockholm                                               |
| Lorenzo Sonego        | 1      | Antalya                                                 |
| Alexander Zverev      | 1      | Genève                                                  |

| Joueur               | Début de carrière | Premier titre  |
| -------------------- | ----------------- | -------------- |
| Radu Albot           | 2008              | Delray Beach   |
| Alex De Minaur       | 2016              | Sydney         |
| Laslo Djere          | 2013              | Rio de Janeiro |
| Cristian Garín       | 2013              | Houston        |
| Hubert Hurkacz       | 2015              | Winston-Salem  |
| Juan Ignacio Londero | 2010              | Córdoba        |
| Taylor Fritz         | 2015              | Eastbourne     |
| Nicolás Jarry        | 2014              | Båstad         |
| Dušan Lajović        | 2007              | Umag           |
| Adrian Mannarino     | 2004              | Bois-le-Duc    |
| Reilly Opelka        | 2015              | New York       |
| Guido Pella          | 2007              | São Paulo      |
| Tennys Sandgren      | 2011              | Auckland       |
| Denis Shapovalov     | 2016              | Stockholm      |
| Lorenzo Sonego       | 2013              | Antalya        |

| Pays           | Total | Nombre par surface | Nombre par surface | Nombre par surface | Titre(s)                                                                      |
| Pays           | Total | Dur                | Terre              | Gazon              | Titre(s)                                                                      |
| Espagne        | 8     | 4                  | 3                  | 1                  | Doha, Rome, Roland-Garros, Queen's, Gstaad, Montréal, US Open, Chengdu        |
| Serbie         | 7     | 3                  | 3                  | 1                  | Open d'Australie, Rio de Janeiro, Madrid, Wimbledon, Umag, Tokyo, Paris-Bercy |
| France         | 6     | 3                  | 2                  | 1                  | Montpellier, Rotterdam, Marrakech, Lyon, Bois-le-Duc, Metz                    |
| Australie      | 5     | 5                  | 0                  | 0                  | Sydney, Acapulco, Atlanta, Washington, Zhuhai                                 |
| Autriche       | 5     | 3                  | 2                  | 0                  | Indian Wells, Barcelone, Kitzbühel, Pékin, Vienne                             |
| Italie         | 5     | 0                  | 3                  | 2                  | Buenos Aires, Monte-Carlo, Budapest, Stuttgart, Antalya                       |
| Russie         | 5     | 5                  | 0                  | 0                  | Sofia, Cincinnati, Saint-Pétersbourg, Shanghai, Moscou                        |
| États-Unis     | 4     | 2                  | 0                  | 2                  | Auckland, Long Island, Eastbourne, Newport                                    |
| Suisse         | 4     | 3                  | 0                  | 1                  | Dubaï, Miami, Halle, Bâle                                                     |
| Argentine      | 3     | 1                  | 2                  | 0                  | Córdoba, São Paulo, Cabo San Lucas                                            |
| Chili          | 3     | 0                  | 3                  | 0                  | Houston, Munich, Båstad                                                       |
| Grèce          | 3     | 2                  | 1                  | 0                  | Marseille, Estoril, Masters                                                   |
| Afrique du Sud | 1     | 1                  | 0                  | 0                  | Pune                                                                          |
| Allemagne      | 1     | 0                  | 1                  | 0                  | Genève                                                                        |
| Canada         | 1     | 1                  | 0                  | 0                  | Stockholm                                                                     |
| Géorgie        | 1     | 0                  | 1                  | 0                  | Hambourg                                                                      |
| Japon          | 1     | 1                  | 0                  | 0                  | Brisbane                                                                      |
| Moldavie       | 1     | 1                  | 0                  | 0                  | Delray Beach                                                                  |
| Pologne        | 1     | 1                  | 0                  | 0                  | Winston-Salem                                                                 |
| Royaume-Uni    | 1     | 1                  | 0                  | 0                  | Anvers                                                                        |

### En double
| Joueur                            | Période                  | Semaines | Cumul |
| --------------------------------- | ------------------------ | -------- | ----- |
| Mike Bryan                        | 1er janvier - 14 juillet | 28       | 28    |
| Juan Sebastián Cabal Robert Farah | 15 juillet - 31 décembre | 24       | 24    |

| Joueur                 | Nombre | Titres                                          |
| ---------------------- | ------ | ----------------------------------------------- |
| Juan Sebastián Cabal   | 5      | Barcelone, Rome, Eastbourne, Wimbledon, US Open |
| Robert Farah           | 5      | Barcelone, Rome, Eastbourne, Wimbledon, US Open |
| Ivan Dodig             | 4      | Montpellier, Lyon, Cincinnati, Pékin            |
| Pierre-Hugues Herbert  | 4      | Doha, Open d'Australie, Paris-Bercy, Masters    |
| Nicolas Mahut          | 4      | Open d'Australie, Tokyo, Paris-Bercy, Masters   |
| Édouard Roger-Vasselin | 4      | Montpellier, Lyon, Tokyo, Stockholm             |
| Jérémy Chardy          | 3      | Rotterdam, Marseille, Estoril                   |
| Sander Gillé           | 3      | Båstad, Gstaad, Zhuhai                          |
| Máximo González        | 3      | Buenos Aires, Rio de Janeiro, São Paulo         |
| Kevin Krawietz         | 3      | Long Island, Roland-Garros, Anvers              |
| Nikola Mektić          | 3      | Sofia, Indian Wells, Monte-Carlo                |
| Jürgen Melzer          | 3      | Sofia, Marrakech, Hambourg                      |
| Andreas Mies           | 3      | Long Island, Roland-Garros, Anvers              |
| Filip Polášek          | 3      | Kitzbühel, Cincinnati, Pékin                    |
| Bruno Soares           | 3      | Sydney, Stuttgart, Shanghai                     |
| Joran Vliegen          | 3      | Båstad, Gstaad, Zhuhai                          |
| Horacio Zeballos       | 3      | Buenos Aires, Indian Wells, Montréal            |
| Bob Bryan              | 2      | Delray Beach, Miami                             |
| Mike Bryan             | 2      | Delray Beach, Miami                             |
| Marcel Granollers      | 2      | Newport, Montréal                               |
| Dominic Inglot         | 2      | Bois-le-Duc, Atlanta                            |
| Raven Klaasen          | 2      | Halle, Washington                               |
| Austin Krajicek        | 2      | Bois-le-Duc, Atlanta                            |
| Henri Kontinen         | 2      | Rotterdam, Stockholm                            |
| Oliver Marach          | 2      | Genève, Hambourg                                |
| Fabrice Martin         | 2      | Marseille, Estoril                              |
| Philipp Oswald         | 2      | Umag, Kitzbühel                                 |
| Mate Pavić             | 2      | Genève, Shanghai                                |
| Divij Sharan           | 2      | Pune, Saint-Pétersbourg                         |
| Rajeev Ram             | 2      | Dubaï, Vienne                                   |
| Jean-Julien Rojer      | 2      | Madrid, Bâle                                    |
| Joe Salisbury          | 2      | Dubaï, Vienne                                   |
| Franko Škugor          | 2      | Marrakech, Monte-Carlo                          |
| Jan-Lennard Struff     | 2      | Auckland, Metz                                  |
| Horia Tecău            | 2      | Madrid, Bâle                                    |
| Michael Venus          | 2      | Halle, Washington                               |

| Joueur         | Début de carrière | Premier titre     |
| -------------- | ----------------- | ----------------- |
| Romain Arneodo | 2010              | Cabo San Lucas    |
| Nikola Čačić   | 2007              | Chengdu           |
| Sander Gillé   | 2013              | Båstad            |
| David Goffin   | 2008              | Doha              |
| Kevin Krawietz | 2008              | Long Island       |
| Andreas Mies   | 2013              | Long Island       |
| Hugo Nys       | 2010              | Cabo San Lucas    |
| Joran Vliegen  | 2015              | Båstad            |
| Igor Zelenay   | 2000              | Saint-Pétersbourg |

| Pays             | Nombre | Titres |
| ---------------- | ------ | --- |
| France           | 11     | Doha, Open d'Australie, Montpellier, Rotterdam, Marseille, Estoril, Lyon, Tokyo, Stockholm, Paris-Bercy, Masters |
| Croatie          | 10     | Montpellier, Sofia, Indian Wells, Marrakech, Monte-Carlo, Genève, Lyon, Cincinnati, Pékin, Shanghai              |
| Allemagne        | 7      | Auckland, Long Island, Acapulco, Munich, Roland-Garros, Metz, Anvers                                             |
| Royaume-Uni      | 7      | Sydney, Dubaï, Budapest, Bois-le-Duc, Londres, Atlanta, Vienne                                                   |
| Autriche         | 6      | Sofia, Marrakech, Genève, Umag, Hambourg, Kitzbühel                                                              |
| Argentine        | 6      | Córdoba, Buenos Aires, Rio de Janeiro, São Paulo, Indian Wells, Montréal                                         |
| États-Unis       | 6      | Delray Beach, Dubaï, Miami, Bois-le-Duc, Atlanta, Vienne                                                         |
| Brésil           | 5      | Sydney, Stuttgart, Winston-Salem, Shanghai, Moscou                                                               |
| Colombie         | 5      | Barcelone, Rome, Eastbourne, Wimbledon,US Open                                                                   |
| Pays-Bas         | 5      | Brisbane, Madrid, Umag, Moscou, Bâle                                                                             |
| Belgique         | 4      | Doha, Båstad, Gstaad, Zhuhai                                                                                     |
| Nouvelle-Zélande | 4      | Brisbane, Antalya, Halle, Washington                                                                             |
| Slovaquie        | 4      | Kitzbühel, Cincinnati, Saint-Pétersbourg, Pékin                                                                  |
| Espagne          | 3      | Londres, Newport, Montréal                                                                                       |
| Afrique du Sud   | 2      | Halle, Washington                                                                                                |
| Finlande         | 2      | Rotterdam, Stockholm                                                                                             |
| Inde             | 2      | Pune, Saint-Pétersbourg                                                                                          |
| Roumanie         | 2      | Madrid, Bâle |
| Australie        | 1      | Stuttgart |
| Chili            | 1      | Rio de Janeiro                                                                                                   |
| Danemark         | 1      | Munich |
| Israël           | 1      | Antalya |
| Japon            | 1      | Auckland |
| Mexique          | 1      | Houston |
| Monaco           | 1      | Cabo San Lucas                                                                                                   |
| Pakistan         | 1      | Houston |
| Pologne          | 1      | Winston-Salem |
| Tchéquie         | 1      | Córdoba |
| Serbie           | 1      | Chengdu |
| Suède            | 1      | Metz |
| Ukraine          | 1      | Newport |

## Retraits du circuit
Date du dernier match ou de l'annonce entre parenthèses.
- Nicolás Almagro (10/04/2019)
- Márcos Baghdatís (04/07/2019)
- Tomáš Berdych (26/08/2019)
- Carlos Berlocq (18/09/2019)
- Daniel Brands (27/06/2019)
- Víctor Estrella (09/10/2019)
- David Ferrer (08/05/2019)
- Andreas Haider-Maurer (18/01/2019)
- Marcin Matkowski (31/07/2019)
- Daniel Muñoz de la Nava (30/04/2019)
- Michał Przysiężny (29/07/2019)
- Stéphane Robert (23/09/2019)
- Janko Tipsarević (18/10/2019)